# Johan Gustaf Lundberg
Johan Gustaf Lundberg, född 11 mars 1800 i Maria Magdalena församling, Stockholm, död 7 maj 1880 i Jakob och Johannes församling, Stockholms stad, var en svensk präst och politiker.

## Biografi
Lundberg var kyrkoherde i Jakob och Johannes församling i Stockholms stad, och var ledamot i prästeståndet för huvudstadens prästerskap vid ståndsriksdagen 1865–1866.